# Tigrisoma
A Tigrisoma a madarak (Aves) osztályának a gödényalakúak (Pelecaniformes) rendjébe, ezen belül a gémfélék (Ardeidae) családjába és a tigrisgémformák (Tigrisomatinae) alcsaládjába tartozó nem.

## Rendszerezés
A nembe az alábbi 3 faj tartozik:
- Tigrisoma fasciatum (Such, 1825)
- vörhenyes tigrisgém (Tigrisoma lineatum) (Boddaert, 1783)
- csupasztorkú tigrisgém (Tigrisoma mexicanum) Swainson, 1834

## Források

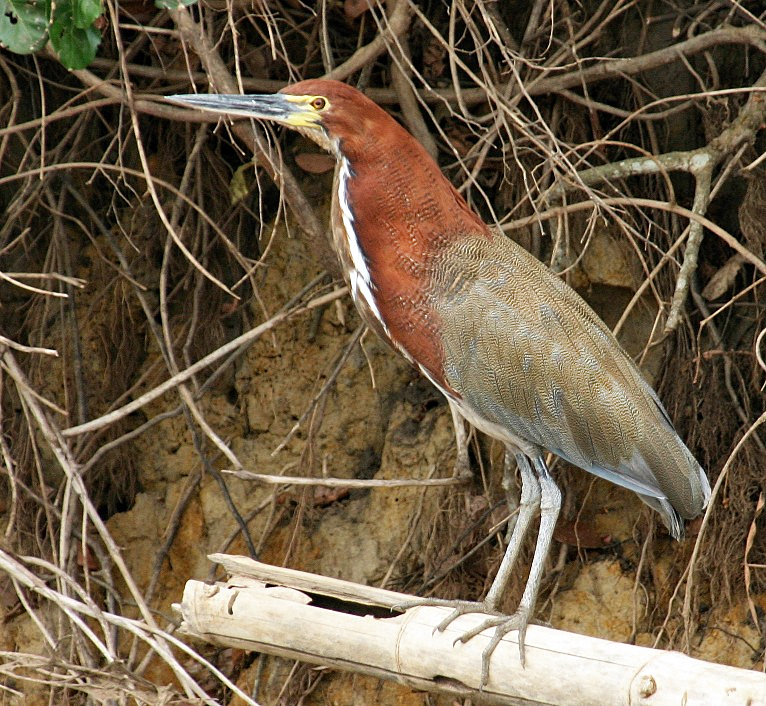
Vörhenyes tigrisgém (Tigrisoma lineatum)